# Evald Victor von Zeipel
Evald Victor Ehrenhold von Zeipel, född den 7 augusti 1823 på Lingonbacka i Järlåsa socken, död den 6 juni 1893 i Lund, var en svensk matematiker och universitetslärare. Han var son till Carl von Zeipel och farbror till Hugo von Zeipel.
von Zeipel blev student vid Uppsala universitet 1843 och filosofie magister 1851. Han var lärare i matematik och fysik vid Uppsala katedralskola 1850–1859, blev 1856 docent i matematik vid Uppsala universitet samt 1861 adjunkt i samma ämne vid Lunds universitet, där han under flera år förestod den matematiska professuren. Från 1864 till sin död tjänstgjorde han som censor vid mogenhetsexamina. Han författade åtskilliga matematiska arbeten. År 1861 erhöll han av Vetenskapsakademien det dubbla Fernerska priset. von Zeipel vilar på Norra kyrkogården i Lund.